# Љубисав Луковић
Љубисав Луковић (Сјеница, 28. авугуст 1962) је српски кошаркашки тренер и бивши играч.

## Биографија
Луковић је играо у ИМТу, Боровици и Беопетролу у којем је био и капитен  и једну сезону у Уједињеним Арапским Емиратима, а као тренер у Атласу, Партизану и Куманову.

## Успеси

### Клупски
- КК ИМТ
  - Куп Југославије 1987.